# 薑汁

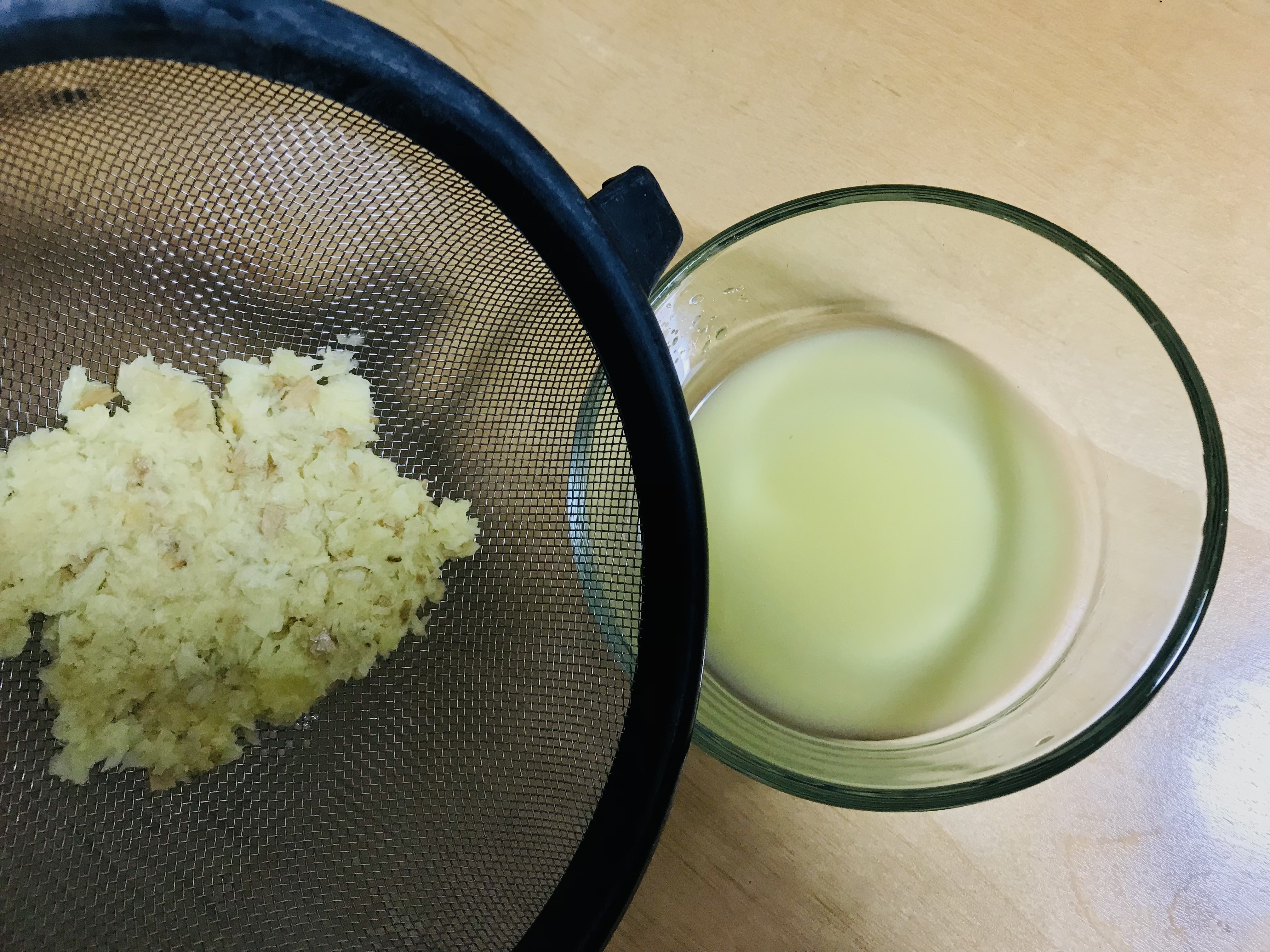
家庭制作的姜汁

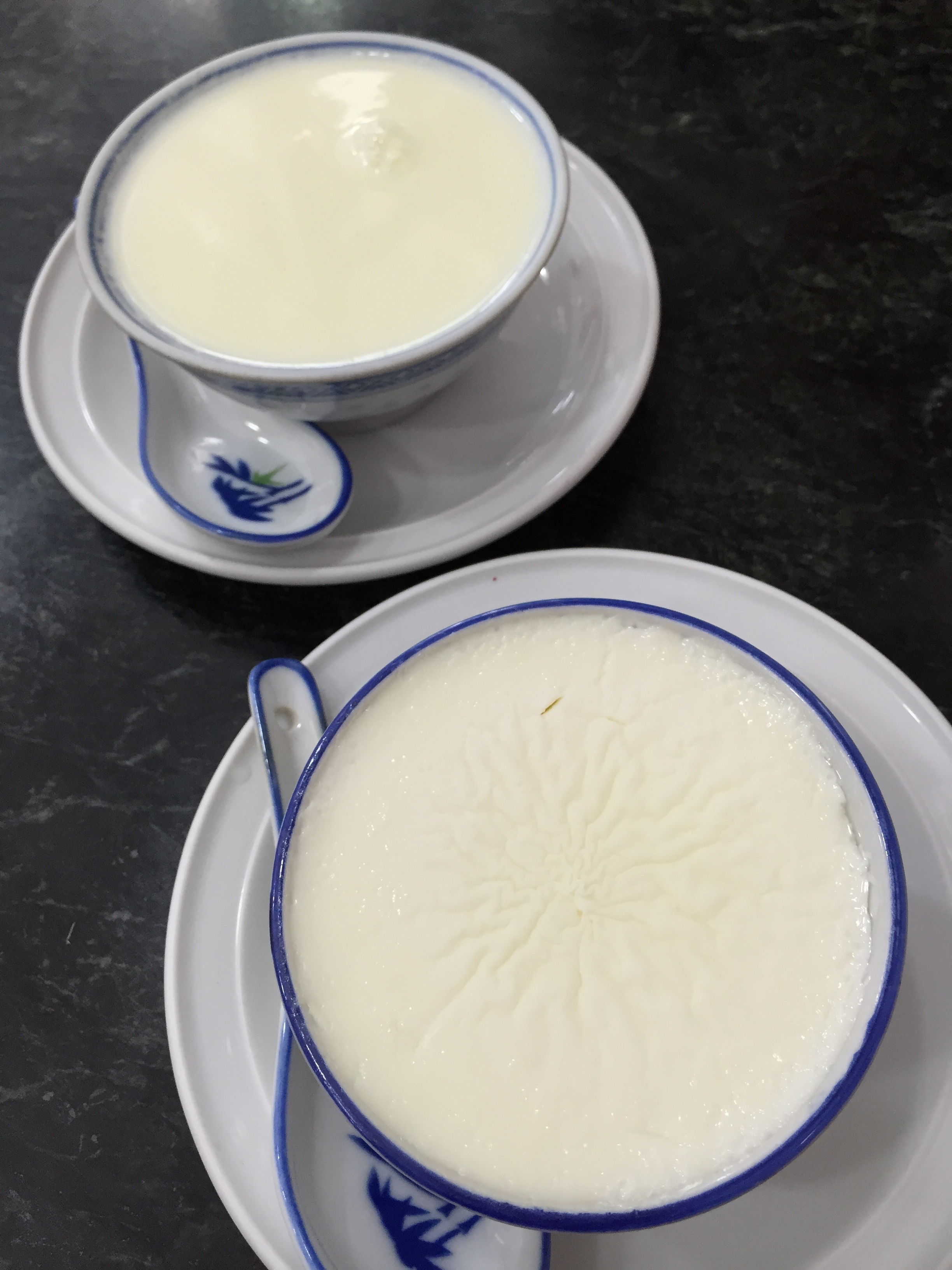
使用姜汁制作的常见甜品姜汁撞奶

薑汁是中式烹飪中常用的調味劑，也常常为中医所用。其由生姜捣烂后加水并过滤制成，也可以加入盐和香油等。姜汁的作用為去腥，增香，並能幫助蛋白質凝結，也可用作蘸料。一般姜米不适于入菜的时候适合用姜汁去腥，比如鱼丸、肉丸等。姜汁常用的變化方式包括薑醋，蔥薑汁等。

## 常见菜品

### 姜汁撞奶
起源于广东番禺沙湾镇的奶制品。姜撞奶的凝乳条件为：用6%含量姜汁混合牛奶，充浆温度80℃，保温时间16分钟。姜汁导致牛奶发生蛋白质凝聚的原因是其含有的生姜蛋白酶的水解作用。

### 鱼香肉丝
鱼香味作为川菜味型中的典型代表之一，咸甜酸辣，姜蒜味浓郁，具有烹鱼的风味而不见鱼的妙处，其秘诀之一就在于姜(汁)。

### 姜汁秋葵
一道传统的川味凉菜。制作方法为将秋葵焯水后，在冰水中冷却，拌以姜汁、食盐、醋、芝麻油、鲜汤成菜。此菜姜味浓郁，清爽解腻。

### 白切鸡
广式白切鸡的蘸料一般为姜汁，用高温食用油泼在葱姜末上制成。

### 青辣椒汁
姜汁也是青辣椒汁中的一种重要成分，添加含量为2.5%。

## 引用文献
1. 1 2 3  乔兴. . 食品安全导刊. 2015, 21: 121-122. doi:10.16043/j.cnki.cfs.2015.21.087.
2. ↑  李星. 敖明月，罗婷，范顺明，张春玲，余凌英. . 成都中医药大学学报. 2021, 44 (4): 84-92. doi:10.13593/j.cnki.51-1501/r.2021.04.084.
3. ↑  砚新. . 饮食科学. 2020, (3): 50.
4. 1 2  张慧静. 杨欣乐，尹洁雯，伊 万，宋祖福，冯 晨，胡志和. . 饮料工业. 2021, 24 (3): 60-66.
5. ↑  钟红梅. 陈炼红. . 西南民族大学学报(自然科学版). 2017, 43 (4): 346-351. doi:10.11920/xnmdzk.2017.04.003.
6. ↑  林丹. 胡金祥，何蓓蓓，吴宝珠，冷朝杰，易宇文. . 中国调味品. 2021, 46 (9): 145-150. doi:10.3969/j.issn.1000-9973.2021.09.028.
7. ↑  . www.sohu.com.   [2022-01-13] （英语）.[]
8. ↑  尹再强. 逯家富，张丽红，赵 毅，宁 波，刘昱彤. . 农产品加工. July, 2019, (7).